# Vareid
Vareid est une localité du comté de Nordland, en Norvège.

## Géographie
Administrativement, Vareid fait partie de la kommune de Flakstad.